# Акшатоган
Акшатоган (каз. Ақшатоған) — село в Коксуском районе Жетысуской области Казахстана. Входит в состав Балпыкского сельского округа. Код КАТО — 194830200.

## Население
В 1999 году население села составляло 864 человека (425 мужчин и 439 женщин). По данным переписи 2009 года, в селе проживали 832 человека (399 мужчин и 433 женщины).